# بولي إيثيلين جلايكول
بولي إيثيلين جلايكول (PEG) هو مركب إيثر له العديد من التطبيقات من الصناعية التحويلية إلى الطب. يُعرف بولي إيثيلين جلايكول أيضا باسم أكسيد البولي ايثيلين (PEO) أو بولي أوكسي إيثيلين (POE) اعتمادا علي الوزن الجزيئي. عادة ما يتم التعبير عن هيكل PEG في صورة

```
H−(O−CH2−CH2)n−OH.
```

## الأشكال المتاحة والتسميات
يشير PEG أو PEO أو POE  إلى مركب قليل القسيمات أو بوليمر من أكسيد الإيثيلين. الثلاثة أسماء هي مترادفات كيميائية، ولكن PEG هو الاسم المفضل تاريخيا في مجال الطب الحيوي، بينما PEO هو الأكثر انتشارا في مجال كيمياء البوليمرات. ولأن التطبيقات المختلفة تتطلب أطوال مختلفة من سلاسل البوليمر فإن PEG يميل إلى الإشارة إلى المركبات قليلة القسيمات والبوليمرات ذات الكتلة الجزيئية أقل من 20000 جم/مول، ويشير PEO إلى البوليمرات ذات الكتلة الجزيئية أكبر من 20000 جم/مول، ويشير POE إلى البوليمرات أيا كانت كتلتها الجزيئية. يمكن تحضير PEG عن طريق بلمرة أكسيد الإيثيلين وهو متوفر تجاريا في صورة مجموعة واسعة من الأوزان الجزيئية من 300 جم/مول إلى 10,000,000 جم/مول.
كل من PEG وPEO هي سوائل أو مواد صلبة منخفضة درجة الذوبان اعتمادا على الوزن الجزيئي. في حين أن لكل من PEG وPEO أوزانا جزيئية مختلفة وتطبيقات مختلفة وخواصا فيزيائية مختلفة (مثل اللزوجة) إلا أن خواصهم الكيميائية متطابقة تقريبا. يوجد أنواع مختلفة أيضا من PEG اعتمادا على البادئ المستخدم في عملية البلمرة.
تتوفر مادة PEG أيضا في أشكال هندسية مختلفة:
- مادة PEG المتشعبة لديها من ثلاثة إلى عشرة سلاسل متفرعة من مجموعة مركزية.
- مادة PEG النجمية لديها من 10 إلى 100 سلسلة متفرعة من مجموعة مركزية.
- مادة PEG المشطية لديها سلاسل متعددة والتي عادة ما تكون صادرة من بوليمر رئيسي.

## الإنتاج

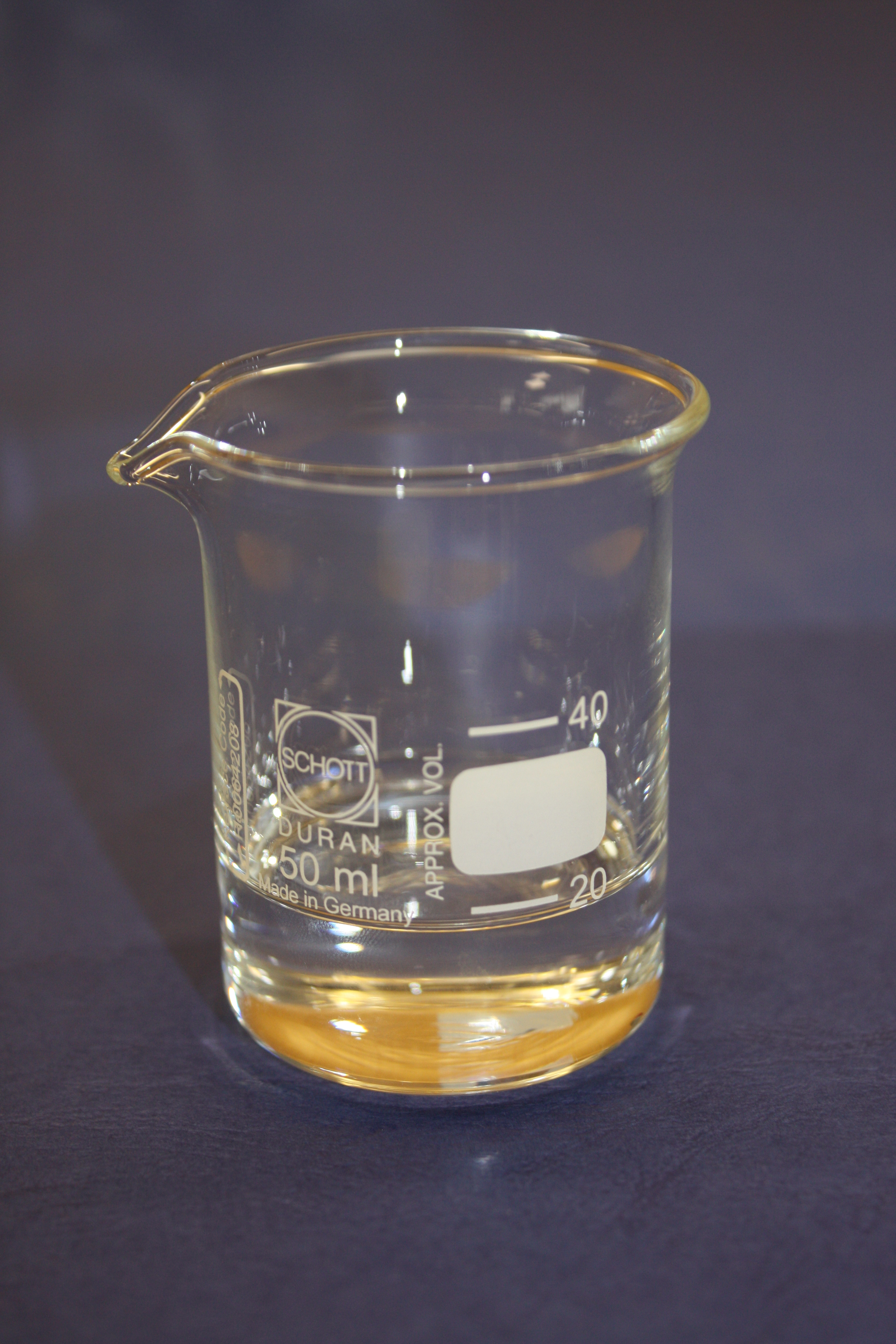
البولي ايثيلين جلايكول 400، جودة دوائية

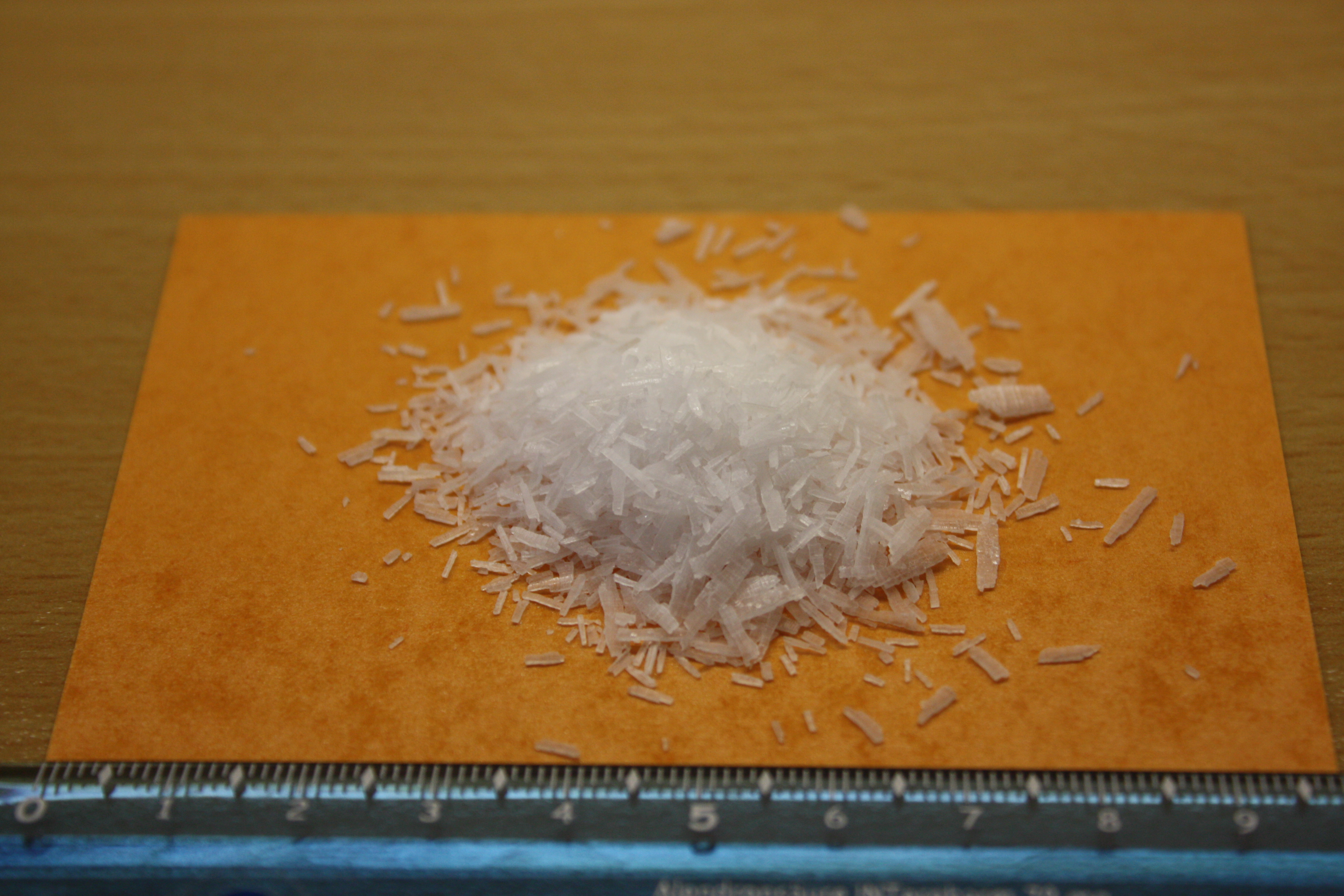
البولي ايثيلين جلايكول 4000، جودة دوائية

تم إنتاج البولي ايثيلين جلايكول لأول مرة في عام 1859. قام كل من أ. لورانس وتشارلز أدولف بعزل مكوناته بشكل مستقل وهي البولي إيثيلين جلايكولات. يتم إنتاج البولي ايثيلين جلايكول من تفاعل أكسيد الإيثيلين مع الماء وجلايكول الإثيلين أو جلايكول الإثيلين متعدد البوليمرات. يمكن تحفيز التفاعل بواسطة حمض أو قاعدة. يُفضل الإيثلين جلايكول و الإثيلين جلايكول متعدد البوليمرات كمادة أولية بدلا من الماء، لأنهما يسمحان بإنشاء البوليمرات ذات تشتت متعدد منخفض (ضيق توزيع الوزن الجزيئي). طول سلسلة البوليمر يعتمد على نسبة المواد المتفاعلة.
HOCH2CH2OH + n(CH2CH2O) → HO(CH2CH2O)n+1H

## الاستخدام

### الاستخدامات الطبية
- يعتبر مادة PEG أساس عدد من الملينات. حيث يتم غسل الأمعاء الكامل بمادة البولي إيثيلين جلايكول كتحضير قبل الجراحة أو تنظير القولون.
- تستخدم مادة مادة PEG باعتبارها سواغ في العديد من المستحضرات الصيدلانية.
- عند ربطه بالبروتينات المختلفة المستخدمة كأدوية، يسمح البولي إيثيلين جلايكول بتباطؤ التخلص من البروتين المحمول في الدم.
- إمكانية استخدام مادة PEG في لحم صمامات الخلايا العصبية ما زالت تحت الدراسة من قبل الباحثين الذين يدرسون إصابة الحبل الشوكي.

### الاستخدامات الكيميائية
- لأن مادة PEG جزئ محب للماء تم استخدامها لجعل الزجاج الميكروسكوبي سالبا لتجنب التصاق البروتينات الغير محددة في دراسة الجزئ المنفرد الضوئية.
- البولي إيثيلين جلايكول هو مركب ذو سمية منخفضة ولذا يستخدم في العديد من المنتجات. يُستخدم البوليمر في طلاء العديد من الأسطح في البيئات المائية والبيئات الغير مائية.
- حيث أن مركب البولي إيثيلين جلايكول مركب مرن وقابل للذوبان في الماء فإن يُستخدم لتكوين ضغط أسموزي مرتفع جدا. كما أنه من غير المرجح أن يتفاعل مع المواد الكيميائية الحيوية. هذه الخواص تجعل المركب واحدا من أهم المركبات لتكوين الضغط الأسموزي في الكيمياء الحيوية وتجارب الأغشية الحيوية.

### الاستخدامات البيولوجية
- يمكن تعديل PEG وتشابكها في هيدروجيل واستخدامها لتقليد بيئة المصفوفة خارج الخلية (ECM) لتغليف الخلايا والدراسات.[5]

- تم إجراء دراسة كمثال باستخدام هيدروجيل PEG-Diacrylate لإعادة إنشاء بيئات الأوعية الدموية مع تغليف الخلايا البطانية والضامة. عزز هذا النموذج نمذجة أمراض الأوعية الدموية وتأثير النمط الظاهري للبلاعم المعزول على الأوعية الدموية.

- يشيع استخدام PEG كعامل ازدحام في المقايسات المخبرية لتقليد الظروف الخلوية شديدة الازدحام.

- يستخدم PEG بشكل شائع كمرسب لعزل DNA البلازميد وتبلور البروتين. يمكن أن يكشف حيود الأشعة السينية لبلورات البروتين عن التركيب الذري للبروتينات.

- يستخدم PEG لدمج نوعين مختلفين من الخلايا، غالبًا الخلايا البائية والأورام النخاعية من أجل تكوين ورم هجين. ابتكر سيزار ميلشتاين وجورج جيه إف كولر هذه التقنية، التي استخدموها لإنتاج الأجسام المضادة، وفازوا بجائزة نوبل في علم وظائف الأعضاء أو الطب في عام 1984.

- شرائح البوليمر المشتقة من بوليولات PEG تضفي المرونة على البولي يوريثان لتطبيقات مثل الألياف المرنة (سباندكس) والوسائد الرغوية.
- في علم الأحياء الدقيقة، يستخدم ترسيب PEG لتركيز الفيروسات. يستخدم PEG أيضًا للحث على الاندماج الكامل (خلط كل من المنشورات الداخلية والخارجية) في الجسيمات الشحمية المعاد تكوينها في المختبر.
- يمكن أن تكون ناقلات العلاج الجيني (مثل الفيروسات) مغلفة بـ PEG لحمايتها من تعطيل الجهاز المناعي وإبعادها عن الأعضاء حيث يمكن أن تتراكم ويكون لها تأثير سام. لقد ثبت أن حجم بوليمر PEG مهم، حيث تحقق البوليمرات الأكبر أفضل حماية مناعية.
- PEG هو أحد مكونات جزيئات الحمض النووي الشحمية المستقرة (SNALPs) المستخدمة لتعبئة siRNA لاستخدامها في الجسم الحي.
- في بنوك الدم، يتم استخدام PEG كمحفز لتعزيز اكتشاف المستضدات والأجسام المضادة.
- عند العمل مع الفينول في المختبر، يمكن استخدام PEG 300 على حروق الفينول الجلدية لإلغاء تنشيط أي فينول متبقي.
- في الفيزياء الحيوية، البولي إيثيلين جلايكول هي الجزيئات المختارة لدراسات قطر القنوات الأيونية العاملة، لأنها في المحاليل المائية لها شكل كروي ويمكن أن تمنع توصيل قناة الأيونات.

### الاستخدامات التجارية
- يُستخدم البولي إيثيلين جلايكول كأساس في صناعة كريمات الوجه والمزلقات الشخصية (عادة ممزوجا مع الجليسرين).
- يُستخدم البولي إيثيلين جلايكول في عدد من معاجين الأسنان حيث يمتزج من الماء لتكوين توزيع متساو في معجون الأسنان.

## التأثيرات الصحية
يُعتبر البولي إيثيلين جلايكول مركبا آمنا حيويا. إلا ان دراسات السلامة الشخصية مبنية على البالغين وليس الأطفال. يطلب العديدون من المنظمة العالمية لطب الأسنان المزيد من التحقيقات عن التأثيرات المحتملة لمادة البولي إيثيلين جلايكول في الملينات على الأطفال. كما أن هناك عدد قليل جدا من الناس لديهم حساسية تجاه المادة.